# Disperazione (romanzo)
Disperazione è un romanzo di Vladimir Nabokov, pubblicato per la prima volta in russo nel 1934. È stato poi tradotto dall'autore in inglese nel 1937 e in edizione riveduta nel 1965 con il titolo Despair.

## Trama
Il narratore e protagonista della storia è Hermann Karlovič, un russo di discendenza tedesca proprietario di un'azienda di cioccolato.
Nella città di Praga incontra Felix, un senzatetto che ritiene essere il suo sosia perfetto. 
Felix sembra non essere consapevole della loro somiglianza, tuttavia Hermann la ritiene prodigiosa e una possibile via di arricchimento.
Hermann è sposato con Lydia, una moglie stupida (secondo Hermann), la quale si trascina dietro suo cugino Ardalion.
Si lascia intendere che Lydia e Ardalion siano amanti, tuttavia Hermann ripete spesso quanto Lydia lo ami.
In un'occasione Hermann li sorprende nudi, ma appare completamente distaccato dalla situazione, deliberatamente forse.
Dopo un po’ di tempo Hermann condivide con Felix un piano per arricchirsi che prevede che Felix svolga una piccola mansione al posto suo. 
Non appena Felix è travestito da Hermann, Hermann lo uccide.
Il profitto di Hermann è l’assicurazione sulla vita di Hermann e sarà la vedova Lydia ad incassarla.
Hermann considera la trama del delitto un’opera d’arte piuttosto che un semplice schema speculativo.
Ma ahimè la somiglianza non è poi così marcata, delitto imperfetto, e l’assassino sta per essere catturato.  

## Edizioni italiane
- Disperazione, trad. di Bruno Oddera, Milano: Mondadori (coll. "Scrittori italiani e stranieri"), 1974
- Disperazione, trad. di Davide Tortorella, Milano: Adelphi (coll. "Biblioteca Adelphi" n. 498), 2006 ISBN 8845920941